# The Spook Who Sat by the Door
The Spook Who Sat by the Door is een Amerikaanse dramafilm uit 1973 onder regie van Ivan Dixon. De film werd in 2012 toegevoegd aan de National Film Registry.

## Rolverdeling
| Acteur        | Personage     |
| ------------- | ------------- |
| Lawrence Cook | Dan Freeman   |
| Janet League  | Joy           |
| Paula Kelly   | Dahomey Queen |
| J.A. Preston  | Dawson        |
| David Lemieux | Pretty Willie |